# Jack King
John William "Jack" King' (Boston, 12 de fevereiro de 1931 – Cocoa Beach, 11 de junho de 2015) foi o chefe de relações públicas da NASA durante os projetos Mercury, Gemini e Apollo, porém, ficou conhecido pela apelido de "Voz da Apollo", por ter sido King quem fez a contagem regressiva para o lançamento da nave Apollo 11, ao vivo, em uma transmissão de televisão para todo o planeta, no dia 16 de julho de 1969.
Filho do editor de esportes da Associated Press, formou-se em Inglês pela Boston College em 1953 e trabalhou como repórter da Associated Press em Boston, logo após o seu retorno da Guerra da Coréia, em 1955. Em 1960, foi contratado pela NASA para assumir a chefia do Departamento de Informações da instituição.